# Candiwulan (Mandiraja)
Candiwulan is een bestuurslaag in het regentschap Banjarnegara van de provincie Midden-Java, Indonesië. Candiwulan telt 2099 inwoners (volkstelling 2010).